# Orchesia kamberskyi
Orchesia kamberskyi is een keversoort uit de familie zwamspartelkevers (Melandryidae). De wetenschappelijke naam van de soort werd in 1888 gepubliceerd door Edmund Reitter.